# Raffaele Guariglia

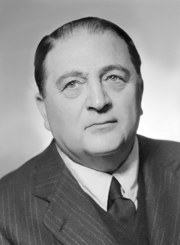
R. Guariglia, Datierung unbekannt

Raffaele Guariglia, Baron von Vituso (* 19. Februar 1889 in Rom; † 25. April 1970 ebenda) war ein italienischer Jurist, Diplomat und Politiker. Vom 28. Juli 1943 bis 11. Februar 1944 war er Außenminister seines Landes in der provisorischen Regierung Badoglio.

## Leben und diplomatische Karriere
Guariglia wuchs in Salerno in einer wohlhabenden Diplomaten- und Juristenfamilie mit zahlreichen Verbindungen in die Politik auf. Nach dem Studium der Rechtswissenschaften arbeitete er zunächst etwa ein Jahr als Journalist, bevor er in den Dienst des Außenministeriums trat. Seine erste Auslandsstation war – in der Rangstufe eines Vizekonsuls – das italienische Generalkonsulat in Paris, wo er seine spätere Frau Francesca Maria Prinzessin Lucchesi Palli kennenlernte. Die beiden heirateten 1919 in Neapel.
Durch Fürsprache Antonio Salandras konnte er in Paris vom konsularischen in den höher angesehenen diplomatischen Dienst wechseln. Im Mai 1913 wurde er an die Botschaft in London versetzt, am Ende des gleichen Jahres nach Sankt Petersburg, von wo er zusammen mit dem Botschafter aktiv für den Eintritt Italiens in den Ersten Weltkrieg gegen die bisherigen Dreibund-Partner wirkte. Im März 1915 kehrte er aus Russland zurück und wurde nach einer kurzen Zeit im Außenministerium wieder nach Paris versetzt, wo er sich besonders um die Rüstungszusammenarbeit kümmerte.
In den ersten Nachkriegsjahren wechselten Auslandsposten (u. a. Brüssel, London) und Verwendungen im Ministerium einander ab, wobei sich Guariglia allmählich auf Kolonial- und afrikanische Fragen spezialisierte. Dem Mussolini-Faschismus stand Guariglia indifferent gegenüber: Er selbst war überzeugter Monarchist, im Bereich des Nationalismus gab es aber durchaus Berührungspunkte, z. B. in der kraftvollen Vertretung der eigenen Interessen gegenüber dem Ausland.
Seit 1932 war Guariglia praktisch durchgängig als Botschafter auf Auslandsposten: bis 1935 in Madrid, 1936 bis 1938 in Buenos Aires, 1938 bis 1942 in Paris bzw. Vichy, 1942/43 in Ankara. Wegen seiner auch im Ausland bekannten probritischen und profranzösischen Sympathien erschien er dem vom König Viktor Emanuel III. nach dem Sturz Mussolinis mit der Regierungsbildung beauftragten Marschall Badoglio als geeigneter Kandidat für die provisorische Führung des Außenministeriums.
Als die deutsche Wehrmacht nach dem Waffenstillstand von Cassibile Italien besetzte, flohen die meisten Minister der Regierung Badoglio nach dem von US-Truppen besetzten Brindisi, während Guariglia und einige andere in Rom bleiben und versuchen sollten, die von den Alliierten erhobene Forderung nach effektiver Verwaltung und Kontrolle des Landes mithilfe der Ministerien umzusetzen. Schon nach wenigen Tagen mussten diese Minister jedoch ihre Machtlosigkeit erkennen, woraufhin Guariglia in der Botschaft Spaniens Asyl suchte. Damit war seine Amtszeit de facto Mitte September 1943 beendet, obwohl er de jure erst im Februar 1944 im Zuge einer Kabinettsumbildung aus der Regierung ausschied.

## Politische Karriere
Anders als fast alle seine Amtsvorgänger hat Guariglia nie der italienischen Abgeordnetenkammer angehört. Er wurde erst lange nach seiner Ministerzeit in den Senat gewählt, dem er von 1954 bis 1958 für die Partito Nazionale Monarchico angehörte.

## Veröffentlichungen
- La diplomatie difficile: mémoires 1922-1946 (frz., Paris: Librairie Plon, 1955)
- Primi passi in diplomazia e rapporti dall' ambasciata di Madrid, 1932-1934 (Neapel: Edizioni scientifiche italiane, 1972, posthum)
- Scritti "storico-eruditi" e documenti diplomatici 1936-1940 (Neapel: Edizioni scientifiche italiane, 1981, posthum)

## Sonstiges
In Salerno und in Cava de’ Tirreni existiert je eine Straße Via Raffaele Guariglia zu seinem Andenken.